# Унґньо
Унґньо (кор. 웅녀, трансліт. 熊女, букв. ведмедиця) — ведмедиця, яка стала людиною-жінкою згідно з мітом про створення світу від корейського народу.

## Історія
За легендою, тигр і ведмідь жили разом у печері та молили божественного царя Гванунґа (Сина Неба і сина Гванін) про те, щоб стати людьми:179 Гванунґ почув їхні молитви й дав їм 20 зубчиків часнику, пучок полинової трави та наказав триматися якомога далі від сонячного світла і харчуватися тільки цією їжею протягом 100 днів. Через голод, тигр покинув печеру приблизно через 20 днів, але ведмедиця залишилася всередині. Через 21 день вона перетворилася на жінку і стала відома як «ведмедиця Унґньо».
Унґньо була вдячна і зробила підношення Гванунґу. Відсутність чоловіка довела її до депресії, і вона почала молитися під священним деревом «бетула» (кор. 신단수, трансліт. 神檀樹), щоб отримати благословення на народження дитини. Гванунґ почув її молитви та був глибоко зворушений. Він взяв Унґньо за дружину, і незабаром вона народила йому сина Тангуна, який згодом заснував корейську націю.

## Інтерпретація історії
Існує дві основні характеристики Унґньо. Міт про заснування стародавньої корейської нації, як правило, визначає батьківську кровну лінію засновника як Чхонсін (кор. 천신, трансліт. 天神, бог неба) і материнську лінію як Джисін (кор. 지신, трансліт. 地神, бог землі). Як наслідок, Унґньо розглядається як тип тотема, обожнюваного по материнській лінії Тангун (단군).
З іншого боку, сам ведмідь має релігійне значення. Ведмідь є богом землі та символізує матку, яка виробляє продукцію в землеробській культурі. Таким чином, ведмеді переважно інтерпретуються як жінки. Унґньо також інтерпретується як різновид богині.